# Sergi López Torras
Sergi López Torras (Badalona, Cataluña, 15 de marzo de 1968) es un exjugador de baloncesto español. Con 1.81 de estatura, su puesto natural en la cancha era el de base. Es el hermano del también profesional Ferrán López.

## Trayectoria
- Cantera Joventut de Badalona.
- Joventut de Badalona (1985-1987)
- Caja Ronda (1987-1988)
- Club Bàsquet Girona (1988-1989)
- Gran Canaria (1989-1990)
- Bàsquet Club Andorra (1990-1993)
- Club Baloncesto Breogan (1993-1995)
- Espolón Burgos (1995-1996)
- Condis Gramanet (1996-1998)